# Cheney Longville Castle
Cheney Longville Castle ist ein befestigtes Herrenhaus im Dorf Cheney Longville nördlich von Craven Arms im Süden der englischen Grafschaft Shropshire. English Heritage hat das Haus als historisches Gebäude II*. Grades gelistet. Es gilt als Scheduled Monument.

## Geschichte
1394 erhielt Hugh Cheney von König Richard II. die Erlaubnis, sein Herrenhaus in „Longefeld“ zu befestigen (engl.: Licence to Crenellate).
Im englischen Bürgerkrieg wurde das Haus angegriffen und eingenommen. Durch Kanonenbeschuss wurde es stark beschädigt. Nach dem Krieg wurde es restauriert.
Die Grundherrschaft kaufte 1682 John Talbot, der sie 1745 wiederum an William Beddoes weiterverkaufte. Dessen Nachkommen sind heute noch Eigentümer des Anwesens.

## Beschreibung
Das größtenteils restaurierte Haus aus dem 14. Jahrhundert hat eine Grundfläche von 30,48 Meter × 36,58 Meter. Im Süden und Osten des Hauses kann man noch die Reste des Grabens sehen. Der Eingang ist von Norden durch einen modernen Torweg. Die Wohnungen sind an der Nordseite und teilweise auch an der Ost- und Westseite angeordnet, die ursprünglich durch eine Mauer vom Hof mit den Stallungen im Süden getrennt waren.